# Damajuana

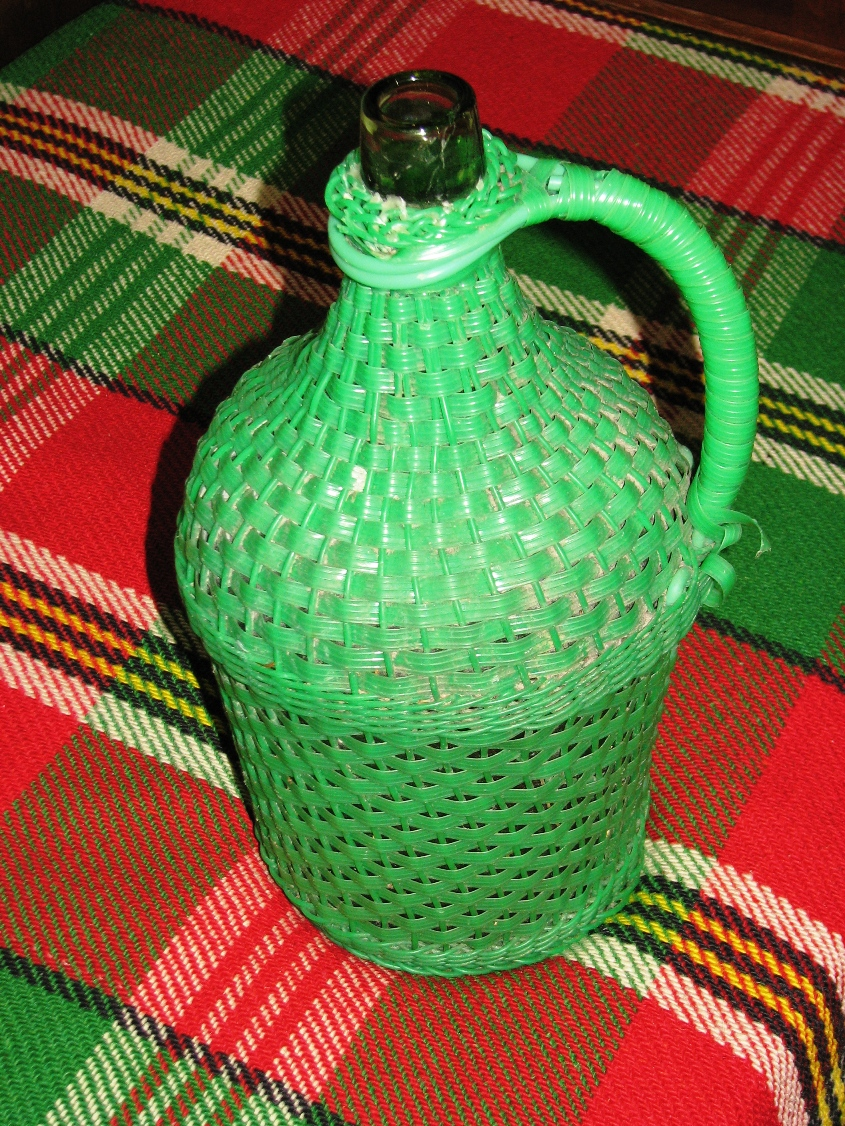
Damajuana en Bulgaria (damadzhana).

Una damajuana o barral, es un recipiente para líquidos de la tipología de las garrafas. Tradicionalmente de forma esférica y cobertura de mimbre, se ha fabricado en vidrio, barro o loza, hasta ser sustituido de forma generalizada por el plástico. La capacidad de una damajuana puede variar de 5 a 40 litros.[cita requerida]
La palabra damajuana proviene probablemente del francés Dame-jeanne, y haría referencia a la anécdota que cuenta cómo la reina Juana I de Nápoles, después de refugiarse de una tormenta en el taller de un maestro vidriero, se interesó por la fabricación de botellas. En ese lugar la reina habría intentado hacer su propia botella, y, soplando con gran fuerza, consiguió una de diez litros de capacidad, muy por encima del tamaño considerado como normal. A esta botella, y a las otras de su tipo que se fabricaron posteriormente, se les dio el nombre de «dame-jeanne» o damajuana. En México, es conocido coloquialmente como botellón o garrafón según la zona.
La palabra garrafa proviene del portugués Garrafa (botella) y este del árabe marroquí ḡerraf o bien del persa qarābah (قرابه) o del árabe qarrāba (jarra grande).